# Vänjaurträsket
Vänjaurträsket är en sjö i Lycksele kommun i Lappland och ingår i Öreälvens huvudavrinningsområde. Sjön har en area på 1,77 kvadratkilometer och ligger 280 meter över havet. Sjön avvattnas av vattendraget Vänjaurträskbäcken.

## Delavrinningsområde
Vänjaurträsket ingår i det delavrinningsområde (713593-163743) som SMHI kallar för Utloppet av Vänjaurträsket. Medelhöjden är 297 meter över havet och ytan är 8,46 kvadratkilometer. Det finns inga avrinningsområden uppströms utan avrinningsområdet är högsta punkten. Vänjaurträskbäcken som avvattnar avrinningsområdet har biflödesordning 3, vilket innebär att vattnet flödar genom totalt 3 vattendrag innan det når havet efter 150 kilometer. Avrinningsområdet består mestadels av skog (71 procent). Avrinningsområdet har 1,77 kvadratkilometer vattenytor vilket ger det en sjöprocent på 20,9 procent.